# Panamerikanische Spiele 2019/Leichtathletik – 200 m der Männer

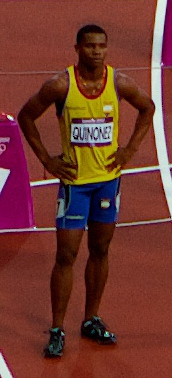
Der Sieger Álex Quiñónez (2012)

Der 200-Meter-Lauf der Männer bei den Panamerikanischen Spielen 2019 fand am 8. und 9. August im Villa Deportiva Nacional in der peruanischen Hauptstadt Lima statt.
20 Läufer aus 14 verschiedenen Ländern traten zu den Läufen an. Die Goldmedaille gewann Álex Quiñónez nach 20,27 s, Silber ging an Jereem Richards mit 20,38 s und die Bronzemedaille gewann Yancarlos Martínez mit 20,44 s.

## Rekorde
Vor dem Wettbewerb galten folgende Rekorde:
| Weltrekord        | Usain Bolt    | 19,19 s | Weltmeisterschaften in Berlin, Deutschland | 20. August 2009 |
| Rekord der Spiele | Rasheed Dwyer | 19,80 s | Panamerikanische Spiele in Toronto, Kanada | 23. Juli 2015   |

## Halbfinale
Aus den drei Halbfinalläufen qualifizierten sich die jeweils zwei Ersten jedes Laufes – hellblau unterlegt – und zusätzlich die zwei Zeitschnellsten – hellgrün unterlegt – für das Finale.

### Lauf 1
8. August 2019, 16:00 Uhr

Wind: −0,1 m/s
| Platz | Bahn | Athletin                 | Land                           | Zeit (s) |
| ----- | ---- | ------------------------ | ------------------------------ | -------- |
| 1     | 3    | Álex Quiñónez            | Ecuador                        | 20,41    |
| 2     | 9    | Yancarlos Martínez       | Dominikanische Republik        | 20,45 PB |
| 3     | 5    | Jereem Richards          | Trinidad und Tobago            | 20,48    |
| 4     | 8    | Julian Forte             | Jamaika                        | 21,18    |
| 5     | 6    | Brandon Valentine-Parris | St. Vincent und die Grenadinen | 21,47    |
| 6     | 4    | Cliff Resias             | Bahamas                        | 21,74    |
|       | 7    | Virjilio Griggs          | Panama                         | DNF      |

### Lauf 2
8. August 2019, 16:10 Uhr

Wind: +0,4 m/s
| Platz | Bahn | Athletin         | Land       | Zeit (s) |
| ----- | ---- | ---------------- | ---------- | -------- |
| 1     | 4    | Reynier Mena     | Kuba       | 20,56    |
| 2     | 8    | Jerome Blake     | Kanada     | 20,63 SB |
| 3     | 9    | Andre Ewers      | Jamaika    | 20,69    |
| 4     | 6    | Jorge Vides      | Brasilien  | 20,80    |
| 5     | 7    | Hector Allen     | Costa Rica | 21,79    |
|       | 5    | Bernardo Baloyes | Kolumbien  | DSQ 1    |

### Lauf 3
8. August 2019, 16:20 Uhr

Wind: −0,9 m/s
| Platz | Bahn | Athletin         | Land                | Zeit (s) |
| ----- | ---- | ---------------- | ------------------- | -------- |
| 1     | 4    | Alonso Edward    | Panama              | 20,65    |
| 2     | 5    | Roberto Skyers   | Kuba                | 20,66    |
| 3     | 7    | Brendon Rodney   | Kanada              | 20,74    |
| 4     | 6    | Derick Silva     | Brasilien           | 20,76    |
| 5     | 3    | Kyle Greaux      | Trinidad und Tobago | 22,71    |
| 6     | 9    | Andrew Hudson    | Vereinigte Staaten  | 42,96    |
|       | 8    | Mauricio Garrido | Peru                | DSQ 2    |

## Finale
9. August 2019, 16:30 Uhr

Wind: −1,0 m/s
| Platz | Bahn | Athletin           | Land                    | Zeit (s) |
| ----- | ---- | ------------------ | ----------------------- | -------- |
|       | 5    | Álex Quiñónez      | Ecuador                 | 20,27    |
|       | 2    | Jereem Richards    | Trinidad und Tobago     | 20,38    |
|       | 7    | Yancarlos Martínez | Dominikanische Republik | 20,44 PB |
| 4     | 6    | Alonso Edward      | Panama                  | 20,55    |
| 5     | 4    | Reynier Mena       | Kuba                    | 20,62    |
| 6     | 9    | Jerome Blake       | Kanada                  | 20,66    |
| 7     | 8    | Roberto Skyers     | Kuba                    | 20,67    |
| 8     | 3    | Andre Ewers        | Jamaika                 | 20,91    |